# Gauntlet
Gauntlet — аркадная компьютерная игра 1985 года в жанре hack and slash с фэнтезийной тематикой, разработанная Atari Games. Gauntlet является одной из первых многопользовательских аркадных игр, в которых игроки совместно исследовали подземелья.

## Игровой процесс
Игроки (до 4 в аркадной версии) могут выбрать одного из 4 доступных персонажей, каждый из которых имеет свои достоинства и недостатки. К персонажам относятся воин Тор (самый сильный в рукопашном бою), волшебник Мерлин (самая сильная магия), валькирия Тайра (лучшая броня) и эльф Квестор (он самый быстрый).
После выбора персонажа начинается игра на игровом поле, которое представлено несколькими лабиринтами с видом сверху вниз от третьего лица. Целью игрока является поиск обозначенного на каждом уровне «выхода», до которого нужно дотронуться. На каждом уровне можно найти много различных предметов, которые восстанавливают здоровье игрока, открывают двери, дают очки или уничтожают всех врагов на экране.
Врагами являются различные фэнтезийные монстры, в том числе призраки, демоны, волшебники и воры. Они попадают на уровень через генераторы, которые можно уничтожать. В игре нет боссов, но самым страшным врагом является Смерть, которая не только высасывает здоровье персонажа, но и крайне трудно уничтожается.

## Портирование
Благодаря феноменальному успеху аркадной версии Gauntlet портирована на несколько домашних игровых систем: DOS, Apple II, Atari 8-bit, MSX, NES, Atari Lynx, Apple IIGS, Sega Master System, Mega Drive/Genesis (как Gauntlet 4), Atari ST, Commodore 64, Amstrad CPC, ZX Spectrum и др. В 2003 году эмулируемая версия Gauntlet была включена в Midway Arcade Treasures, компиляцию аркадных игр, доступную на Nintendo GameCube, PlayStation 2 и Xbox, а также для Windows.

## Продолжения игры
1. Gauntlet II (1986)
2. Gauntlet: The Third Encounter (1990)
3. Gauntlet III: The Final Quest (1991)
4. Gauntlet IV (также известен как Gauntlet) (1993)
5. Gauntlet Legends (1998)
6. Gauntlet Dark Legacy (2001)
7. Gauntlet: Seven Sorrows (2005)
8. Gauntlet (2014)

Не издано:
- Gauntlet (Nintendo DS)

## Рекорды
В 2013 году, по сообщению газеты The Hanover Evening Sun, американец Рассел Кул (Russel Cool) из Хановера установил в местном зале игровых автоматов Timeline мировой рекорд, набрав в игре Gauntlet 5,1 млн очков и побив предыдущий рекорд в 4,7 млн очков, зафиксированный американской организацией Twin Galaxies, отслеживающей мировые достижения в компьютерных играх.
Владелец Timeline Брэндон Спенсер, ставший свидетелем этой 18-часовой игры, выразил надежду, что достижение Кула привлечёт внимание к его залу игровых автоматов и, возможно, вызовет паломничество геймеров в Хановер.
| Системные требования    | Системные требования               | Системные требования               |
| ----------------------- | ---------------------------------- | ---------------------------------- |
|                         | Рекомендации                       |                                    |
| Apple II                |                                    |                                    |
| ЦПУ                     | Apple IIe                          | Apple IIe                          |
| Объём ОЗУ               | 128 KB                             | 128 KB                             |
| Информационный носитель | 5¼″ дискета                        | 5¼″ дискета                        |
| Устройства ввода        | клавиатура и джойстик (аналоговый) | клавиатура и джойстик (аналоговый) |
| Apple IIGS              |                                    |                                    |
| Объём ОЗУ               | 256 KB                             | 256 KB                             |
| Информационный носитель | 3½″ дискета                        | 3½″ дискета                        |
| Устройства ввода        | клавиатура и джойстик (аналоговый) | клавиатура и джойстик (аналоговый) |
| Atari ST                |                                    |                                    |
| ЦПУ                     | 520 ST                             | 520 ST                             |
| Объём ОЗУ               | 512 KB                             | 512 KB                             |
| Информационный носитель | дискета                            | дискета                            |
| Устройства ввода        | клавиатура и джойстик (цифровой)   | клавиатура и джойстик (цифровой)   |
| DOS                     |                                    |                                    |
| ОС                      | DOS 1.0                            | DOS 1.0                            |
| ЦПУ                     | Intel 8088                         | Intel 8088                         |
| Объём ОЗУ               | 256 KB                             | 256 KB                             |
| Информационный носитель | 3½″ дискета, 5¼″ дискета           | 3½″ дискета, 5¼″ дискета           |
| Устройства ввода        | клавиатура и джойстик (аналоговый) | клавиатура и джойстик (аналоговый) |
| Apple Macintosh         |                                    |                                    |
| ОС                      | System 4.0                         | System 4.0                         |
| ЦПУ                     | Motorola 68000                     | Motorola 68000                     |
| Объём ОЗУ               | 768 KB                             | 768 KB                             |
| Информационный носитель | 3½″ дискета                        | 3½″ дискета                        |
| Устройства ввода        | клавиатура                         | клавиатура                         |

## Отзывы
| Сводный рейтинг | Сводный рейтинг |
| Агрегатор       | Оценка          |
| --------------- | --------------- |
| GameRankings    | 64,29 %         |